# 埃瑟尔斯维尔 (阿拉巴马州)
埃瑟尔斯维尔（英文：Ethelsville），是美国阿拉巴马州下属的一座城市。面积约为0.57平方英里（约合1.47平方公里）。根据2010年美国人口普查，该市有人口81人，人口密度为142.86/平方英里（约合55.1/平方公里）。